# Прессекретар Держдепартаменту США
Прессекретар Держдепартаменту Сполучених Штатів — урядовець США, основним обов'язком якого є виконання обов'язків речника Держдепартаменту США та зовнішньої політики уряду США. Посада знаходиться в Бюро зв'язків з громадськістю.
Історично, речник Держдепартаменту і помічник держсекретаря у зв'язках з громадськістю були синонімами однієї і тієї ж ролі. Однак цього не було з моменту закінчення перебування на посаді Філіпа Дж. Кроулі З 2011 року помічник секретаря та речник Держдепартаменту були двома різними обов'язками, які виконували різні люди. Наприкінці 2015 року ці дві ролі знову об'єднали з призначенням прессекретаря Джона Кірбі помічником міністра зі зв'язків з громадськістю.

## Обов'язки
Прессекретар Держдепартаменту відповідає за повідомлення про зовнішню політику Сполучених Штатів американським та іноземним ЗМІ, як правило, на щоденних брифінгах для преси. Щоденний брифінг для преси зазвичай включає короткий зміст розкладу держсекретаря, будь-які майбутні поїздки секретаря, президента Сполучених Штатів або інших видатних посадових осіб Держдепартаменту, включаючи заступників та помічників секретарів, а також офіційні реакції уряду США та високопосадовців про певні новини дня, а потім запитання й відповіді з журналістами, які взяли участь у брифінгу. Традиція, яка почалася під час перебування на посаді держсекретаря Джона Фостера Даллеса в 1950-х роках щоденний брифінг для преси ведеться в протоколі, записується та доступний на вебсайті Державного департаменту.
Прессекретар Держдепартаменту також часто супроводжує держсекретаря під час поїздок, щоб допомогти під час пресконференцій.